# Lars P. Gammelgaard
Lars Peter Gammelgaard (født 9. februar 1945 i Aarhus, død 11. februar 1994) var en dansk politiker og minister, der var valgt for Det Konservative Folkeparti.
Gammelgaard var uddannet cand.scient.pol. fra Aarhus Universitet i 1972.
Efter at have været aktiv i Konservative Studenter blev han folkevalgt i 1970, da han blev indvalgt i Aarhus Byråd. Fra 1976 til 1979 var han formand for den konservative gruppe i byrådet. I 1979 blev han valgt til Folketinget, hvor han blev medlem af Finansudvalget, finansordfører og siden politisk ordfører samt formand for Folketingets Boligudvalg 1982-1984. 12. marts 1986 blev han fiskeriminister i Regeringen Poul Schlüter I og sad frem 5. oktober 1989. I perioden 10. september 1987 – 3. juni 1988 var han tillige minister for nordisk samarbejde. Efterfølgende blev han sit partis gruppeformand, hvilken post han havde frem til regeringsskiftet i januar 1993. I samme periode var han formand for Det Sikkerhedspolitiske Udvalg. I januar 1993 blev han næstformand for folketingsgruppen. Gammelgaard var medlem af Folketinget frem til sin død i 1994.